# Tour della nazionale maschile di rugby a 15 dell'Australia 1957-1958
Questo tour, a cavallo con il 1958, passerà alla storia come il peggiore nella storia dei Wallabies: è l'unica volta nella storia in cui una delle tre potenze australi del rugby perde in tour contro tutte e 4 le nazionali britanniche: un grande slam alla rovescia. E per di più perde pure con la Francia.
| Hove 6 novembre 1957 | Southern Counties | 5 – 29 | Australia XV | Greyhound Stadium |

| Oxford 9 novembre 1957 | Univ. di Oxford | 12 – 6 | Australia XV | Iffley Road |

| Cambridge 13 novembre 1957, ore 14:30 GMT | Univ. di Cambridge | 13 – 3 | Australia XV | Grange Road\| Arbitro: \| L.M. Boundy \| |
| Arbitro:                                  | L.M. Boundy        |        |              |                                          |

| Londra 16 novembre 1957, ore 14:45 GMT | London Counties | 9 – 9 | Australia XV | Twickenham\| Arbitro: \| W.N. Gillmore \| |
| Arbitro:                               | W.N. Gillmore   |       |              |                                           |

| Pontypool 20 novembre 1957, ore 14:45 GMT | Pontypool & Cross Keys | 6 – 14 | Australia XV | Pontypool Park |

| Newport 23 novembre 1957, ore 14:30 GMT | Newport | 11 – 0 | Australia XV |  |

| Dublino 27 novembre 1957, ore 14:45 GMT | Leinster     | 8 – 10 | Australia XV | Lansdowne Road\| Arbitro: \| T. Donaldson \| |
| Arbitro:                                | T. Donaldson |        |              |                                              |

| Arbitro: | R. Mitchell |

|  |      |                 |
|  | mt   | Phelps Fenwicke |
|  | c.p. | Harvey          |

| Glasgow 4 dicembre 1957 | Glasgow & Edinburgh | 3 – 9 | Australia XV | Old Anniesland |

| Arbitro: | A.W.C. Austin |

|             |      |               |
|             | mt   | Donald Bailey |
| Elliott (2) | c.p. |               |
|             | drop | Curley Harvey |

| Llanelli 10 dicembre 1957 | Llanelli | 5 – 9 | Australia XV | Stadley Park |

| Cardiff 14 dicembre 1957, ore 14:15 GMT | Cardiff RFC | 14 – 11 | Australia XV |  |

| Bristol 18 dicembre 1957 | Western Counties | 9 – 8 | Australia XV | Memorial Ground |

| Leicester 21 dicembre 1957 | East Midlands e Licesterschire | – | Australia XV | Welford Road |

| Londra 26 dicembre 1957 | Combined Services | 11 – 16 | Australia XV | Twickenham\| Arbitro: \| N.M. Parkes \| |
| Arbitro:                | N.M. Parkes       |         |              |                                         |

| Port Talbot 28 dicembre 1957, ore 14:15 GMT | Neath and Aberavon | 3 – 5 | Australia XV | Talbot Athletic Ground |

| Arbitro: | AI Dickie |

|                                           |           |              |
| mete: Collins c.p.: TJ Davies Drop: James | Marcatori | mete: Miller |

| Abertillery 8 gennaio 1958 | Abertillery & Ebbw Vale | 6 – 5 | Australia XV | The Park |

| Swansea 11 gennaio 1958, ore 14:30 GMT | Swansea | 6 – 12 | Australia XV | St. Helen's |

| Arbitro: | Evans |

|                                      |           |                       |
| mete: Dawson, Henderson c.p.: Pedlow | Marcatori | mete: Phelps, Summons |

| Limerick 21 gennaio 1958 | Munster Rugby | – | Australia |  |

| Plymouth 25 gennaio 1958 | South-Western Counties | 3 – 3 | Australia XV | Home Park |

| Portsmouth 28 gennaio 1958 | South East Counties | – | Australia XV |  |

| Arbitro: | Ray Williams |

|                                            |           |                            |
| mete: Jackson, Phillips c.p.: Hetherington | Marcatori | c.p.: Lenehan Drop: Curley |

| Newcastle upon Tyne 5 febbraio 1958 | North Eastern Counties | – | Australia XV |  |

| Sefton 8 febbraio 1958 | North-West Counties | 6 – 3 | Australia XV | Waterloo FC |

| Aberdeen 11 febbraio 1958 | North of Scotland | – | Australia XV |  |

| Arbitro: | Ray Williams |

|                                               |           |                                        |
| mete:Stevenson, Weatherstone c.p.: AR Smith 2 | Marcatori | mete: Donald, Thornett trasf.: Lenehan |

| Coventry 19 febbraio 1958 | Midland Counties | 8 – 3 | Australia XV | Highfield Road |

| Cardiff 22 febbraio 1958, ore 14:45 GMT | Barbarians  | 11 – 6 | Australia XV | Arms Park\| Arbitro: \| G.A. Walker \| |
| Arbitro:                                | G.A. Walker |        |              |                                        |

| Arbitro: | Parkes |

|                          |      |  |
| Crauste Quaglio Rancoule | mt   |  |
| Labazuy (2)              | tr   |  |
| Labazuy M. Prat          | drop |  |